# Kontinentalna skorja
Kontinentalna skorja je plast sestavljena pretežno iz granita in drugih saličnih magmatskih kamnin ter metamorfnih in sedimentnih kamnin, ki tvorijo celine in območja plitvega morskega dna blizu njihovih obal, znanih kot kontinentalne police. Ta plast se včasih imenuje sial, ker je njena sestava v večjem obsegu bolj felziščna v primerjavi z oceansko skorjo, imenovano sima, ki ima bolj mafično sestavo. Spremembe v hitrostih seizmičnega valovanja so pokazale, da na določeni globini (Conradova dikontinuiteta - meja med geosferama sial in sima v Zemljini skorji) obstaja razmeroma oster kontrast med bolj felsično zgornjo kontinentalno skorjo in nižjo kontinentalno skorjo, ki je bolj mafična po naravi.
Kontinentalna skorja je sestavljena iz različnih slojev, z maso, ki je vmesna do felzične. Povprečna gostota kontinentalne skorje je približno 2,7 g / cm3, manj gosta od ultramafičnega materiala, ki tvori plašč, ki ima gostoto okoli 3,3 g / cm3. Kontinentalna skorja je tudi manj gosta od oceanske skorje, katere gostota je okoli 2,9 g / cm3. Z 25 do 70 km je kontinentalna skorja precej debelejša od oceanske skorje, ki ima povprečno debelino okoli 7-10 km. Okoli 40% zemeljske površine trenutno zaseda kontinentalna skorja. 
Je okoli 70% prostornine Zemljine skorje. 

## Pomen
Ker površina kontinentalne skorje večinoma leži nad morsko gladino, je njen obstoj omogočil, da se morsko življenje razvilo na kopnem. Njen obstoj prav tako zagotavlja široke razsežnosti plitve vode, znane kot notranje morje in kontinentalne police, kjer se je lahko kompleksna metazoonska življenjska doba zgodila v zgodnjem paleozoiku, kar zdaj imenujemo kambrijska eksplozija. 

## Izvor
Vse kontinentalne skorje na koncu izhajajo iz frakcionirane diferenciacije oceanske skorje v mnogih milijonih letih . Ta proces se je zgodil in se danes še vedno pojavlja, predvsem zaradi vulkanizma, povezanega s subdukcijo.
Pred 3,5 Ga je bilo malo kontinentalne skorje. Približno 20% sedanjega volumna kontinentalne skorje se je oblikovalo okrog 3,0 Ga. Relativno hiter je razvoj na območjih ščitov, ki so sestavljeni iz kontinentalne skorje med 3,0 in 2,5 Ga. V tem časovnem obdobju je nastalo približno 60% trenutnega volumna kontinentalne skorje.Preostalih 20% se je oblikovalo v zadnjih 2,5 Ga.

## Sile na delu
V nasprotju z vztrajnostjo kontinentalne skorje se velikost, oblika in število kontinentov skozi geološki čas nenehno spreminjajo. Različni razkorak med njimi, trčenja in preoblikovanja so del velikega superkontinentalnega ciklusa.  Trenutno je približno 7 milijard kubičnih kilometrov kontinentalne skorje, vendar se ta količina spreminja zaradi narave vpletenih sil. Relativna trajnost kontinentalne skorje je v nasprotju s kratkim trajanjem oceanske skorje. Ker je kontinentalna skorja manj gosta kot oceanska, ko se aktivni robovi obeh srečata v subdukcijskih conah, oceansko skorjo po navadi potisne nazaj v plašč. Kontinentalna skorja se redko podriva (to se lahko zgodi, ko kontinentalni bloki skorje trčijo in se prelijejo, kar povzroča globoko taljenje pod gorskimi pasovi, kot so Himalaja ali Alpe). Iz tega razloga so najstarejše kamnine na Zemlji v kratonih ali jedrih celin, namesto v večkrat reciklirani oceanski skorji; Najstarejši nedotaknjen fragment skorje je Acasta gnajs pri 4.01 Ga, medtem ko je najstarejša oceanska skorja (v pacifiški plošči zunaj Kamčatke) iz jure (~ 180 Ma). Kontinentalna skorja in plast kamnin, ki ležita na njej in znotraj nje, so torej najboljši arhiv zemeljske zgodovine. 
Višina gorskih območij je običajno povezana z debelino skorje. To je posledica izostazije, povezane z orogenezo (nastanek gora). Skorja je zadebeljena zaradi tlačnih sil, ki so povezane s subdukcijo ali kontinentalnim trkom. Vzgon skorje sili navzgor, sile kolizije, uravnotežene z gravitacijo in erozijo. To obliko gredlja ali gorskega gomolja pod gorsko verigo najdemo, kjer je skorja najbolj debela.  Najtanjšo kontinentalno skorjo najdemo v riftnih območjih, kjer je skorja tanjša z razmejitvenimi prelomi in se sčasoma prekine in jo nadomesti oceanska skorja. Robovi kontinentalnih fragmentov so nastali na ta način (na obeh straneh Atlantskega oceana, na primer) se imenujejo pasivni celinski rob.
Visoke temperature in pritiski na globini, ki so pogosto v kombinaciji z dolgoletno zgodovino kompleksnega izkrivljanja povzročajo, da je precej nižje kontinentalne skorje metamorfozirajo - glavna izjema je nedavna intruzija. Magmatska kamnina je lahko tudi "podložena" na spodnjo stran skorje, to je dodajanje v skorjo s tvorbo plasti, ki je takoj pod njimi.
Kontinentalna skorja nastaja in (veliko manj pogosto) se uniči večinoma s tektonskimi procesi plošč, še posebej pri konvergentnih mejah plošč. Poleg tega se material prenese v oceansko skorjo s sedimentacijo. Na kontinente lahko dodamo nove materiale z delnim taljenjem oceanske skorje v subdukcijskih conah, kar povzroči, da se lažji material dvigne kot magma, ki tvori vulkane. Material se lahko napolni tudi vodoravno, ko vulkanski otoški loki, podmorska gorovja ali podobne konstrukcije trčijo s stranjo celine zaradi tektonskih premikov plasti. Kontinentalna skorja se tudi izgubi zaradi erozije in sedimentacije, tektonske erozije predločnega bazena, razplastitve in globoke subdukcije kontinentalne skorje v conah trčenja. Mnoge teorije rasti skorje so sporne, vključno stopnja rasti in recikliranje ali se spodnja skorja reciklira drugače od zgornje in glede na to, koliko je tektonika plošč v zgodovini zemlje delovala in je tako lahko prevladujoči način nastanka in uničenja kontinentalne skorje. 
Gre za razpravljanje o tem ali se količina kontinentalne skorje povečuje, zmanjšuje ali ostaja nespremenjena v geološkem času. Eden od modelov nakazuje, da je bilo pred 3,7 Ga  kontinentalne skorje manj kot 10% sedanje količine.  Pred 3,0 Ga je bila količina približno 25% in po obdobju hitrega razvoja 2,6 Ga nazaj je bila približno 60 % sedanje količine. Zdi se, da se je rast kontinentalne skorje pojavila v vzponih povečane aktivnosti, ki ustrezajo petim epizodam povečane proizvodnje po geološkem času. 